# Falha do vinho
A falha do vinho ou ainda defeito no vinho é uma característica desagradável resultando de maus hábitos de fabricação de vinho e outros fermentados, ou seu armazenamento. Muitos dos compostos que causam defeito no vinho já estão presentes nele naturalmente, mas em concentrações muito pequenas para serem um problema. De fato, dependendo da percepção, estas concentrações podem dar aspectos positivos para o vinho. No entanto, quando a concentração desses componentes se torna excessiva sentimos sabores e aromas incomuns no vinho, que torna sua qualidade baixa e algumas vezes inconsumível. 
Existem muitas causas para isto: higiene ruim na vinícola, quantidade insuficiente ou excessiva de gás oxigênio ao vinho, quantidade insuficiente ou excessiva de enxofre ao vinho, maceração excessiva do vinho antes ou depois da fermentação, má refinação, filtração ou estabilização do vinho, uso de barris de carvalho sujos. Fora da vinícola, outros fatores dentro do controle do varejista ou do usuário final do produto podem contribuir para sentir estes defeitos no vinho. Estão incluídos o mal armazenamento do vinho, o expondo a um calor excessivo ou a flutuações de temperatura, assim como o uso de taças sujas para beber o vinho.

## Oxidação
A oxidação do vinho é, talvez, o mais comum entre os defeitos do vinho. Ela, sendo uma das oxidações de álcool, pode acontecer ao longo da produção do vinho, e ainda depois que o vinho foi engarrafado. Antocianinas, catequinas e outros fenóis presentes no vinho são aqueles mais facilmente oxidados, o que leva a perdas de cor, sabor e aroma. Na maioria dos casos compostos como o dióxido de enxofre ou o ácido eritórbico são adicionados ao vinho, o que protege o vinho da oxidação e, também, o liga a alguns dos produtos da oxidação para reduzir seu efeito organoléptico. Além da oxidação dos fenóis, o etanol presente no vinho também pode ser oxidado em outros componentes responsáveis por sabores e aromas alterados. 

A oxidação do etanol. (Etanol --> Acetaldeído --> Ácido Acético)

### Acetaldeído
O acetaldeído é um produto intermediário da fermentação do fermento; contudo, ele é mais comumente associado com a oxidação do etanol catalisado pela enzima etanol desidrogenase. A produção de acetaldeído também é associada com o surgimento de uma fina camada superficial de leveduras e bactérias, que formam os componentes da descarboxilização do piruvato. O limiar sensorial para o acetaldeído é de concentrações entre 100-125 mg/L.

### Ácido Acético
O ácido acético, no vinho, pode ser gerado como um subproduto da fermentação ou quando o vinho estraga. As bactérias do ácido acético, como as do gênero Acetobacter e Gluconobacter produzem altos níveis de ácido acético, que arruína o gosto do vinho. O limiar sensorial para o ácido acético no vinho é  >700 mg/L e concentrações maiores que 1.2-1.3 mg/L são desagradáveis.
Existem diferentes opiniões quanto a qual nível de ácido acético é apropriado para um vinho de alta qualidade. Ainda que uma concentração muito alta com certeza deixara um gosto desagradável, vinho com gosto de vinagre, alguns níveis de ácido acético são usados para criar um sabor complexo e mais desejável.
O acetato de etila é formado no vinho por esterificação do etanol e ácido acético. Logo vinhos com altos níveis de ácido acético contem uma maior formação dele. Ele é formado por leveduras para deterioração do vinho, particularmente a Pichia anomala ou Kloeckera apiculata. Altos níveis de acetato de etila também são produzidos por bactérias do ácido lático e acético.